# Neopalpa
Genre
Neopalpa est un genre de lépidoptères de la famille des Gelechiidae. Les espèces du genre sont présentes en divers endroits de Californie, d'Arizona et du Nord du Mexique,.

## Systématique
Le genre Neopalpa a été créé en 1998 par l'entomologiste tchèque Dalibor F. Povolný (d) (1924-2004) avec pour espèce type Neopalpa neonata.

## Liste des espèces
Selon BioLib (15 novembre 2021) :
- Neopalpa donaldtrumpi Nazari, 2017
- Neopalpa neonata Povolný, 1998 - espèce type

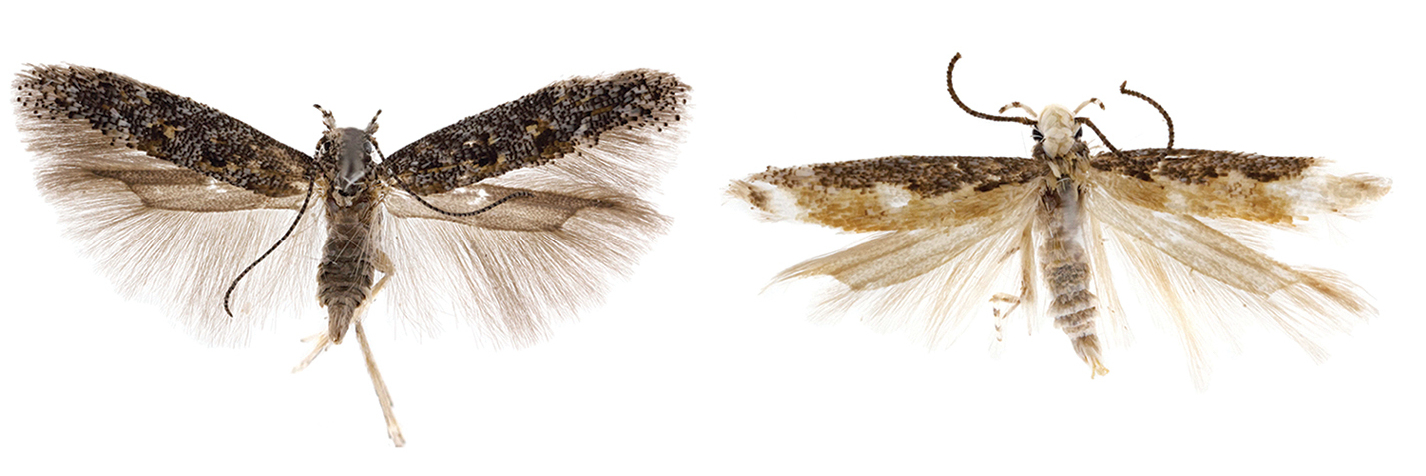
Neopalpa neonata (à gauche) et N. donaldtrumpi (à droite).
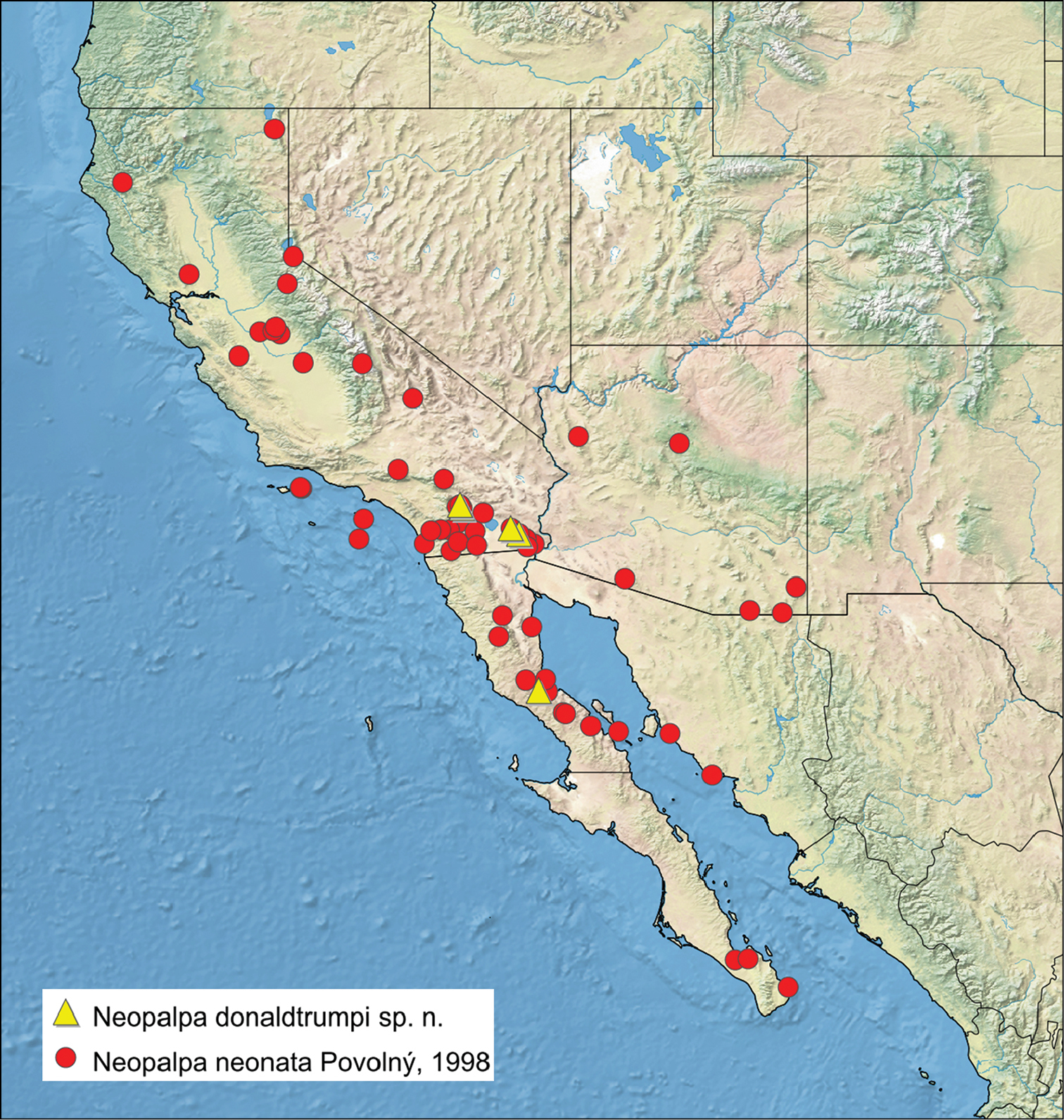
Carte de répartition des deux espèces.